# Vinilkosmo

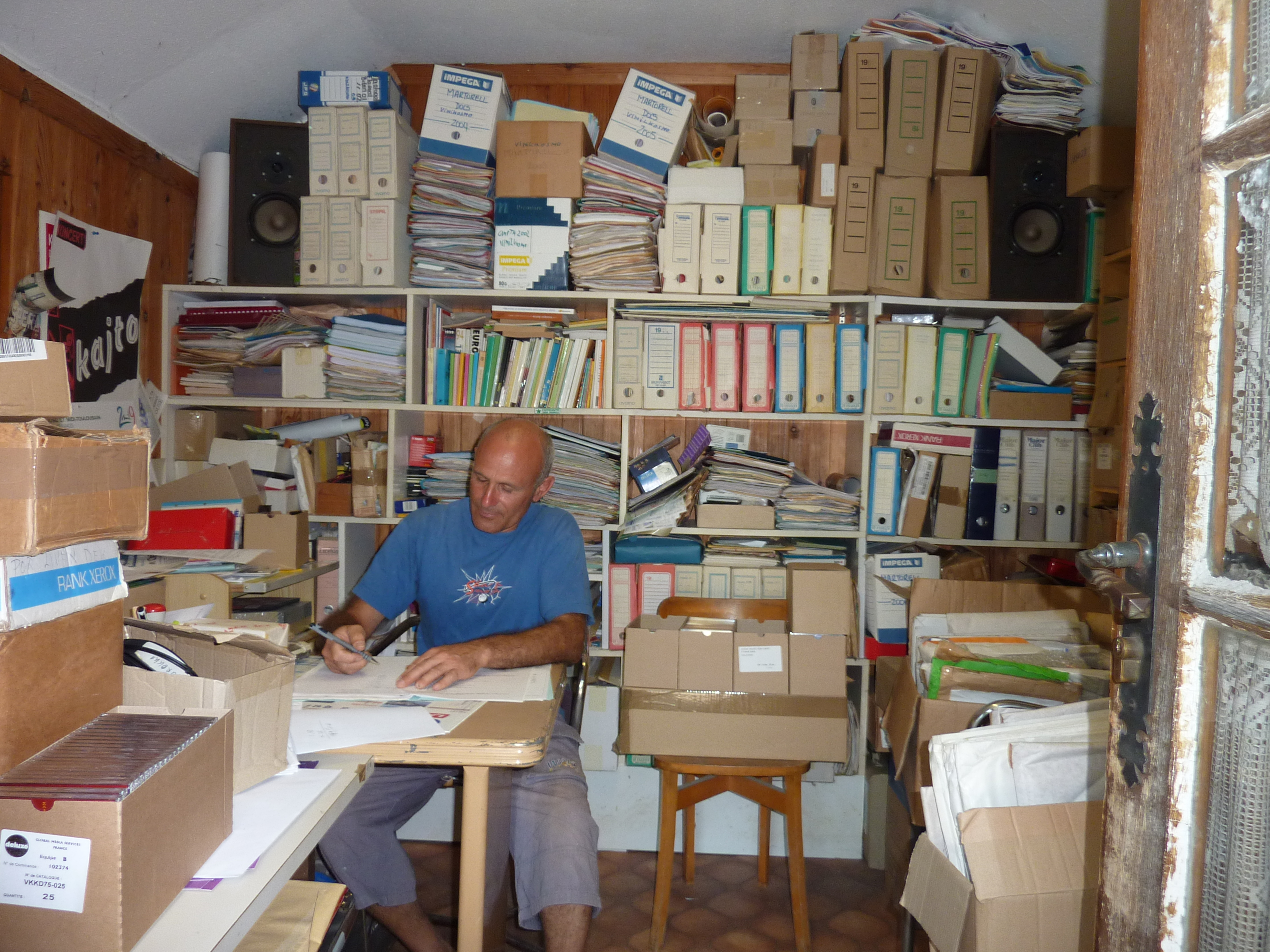
Oficina de Vinilkosmo.

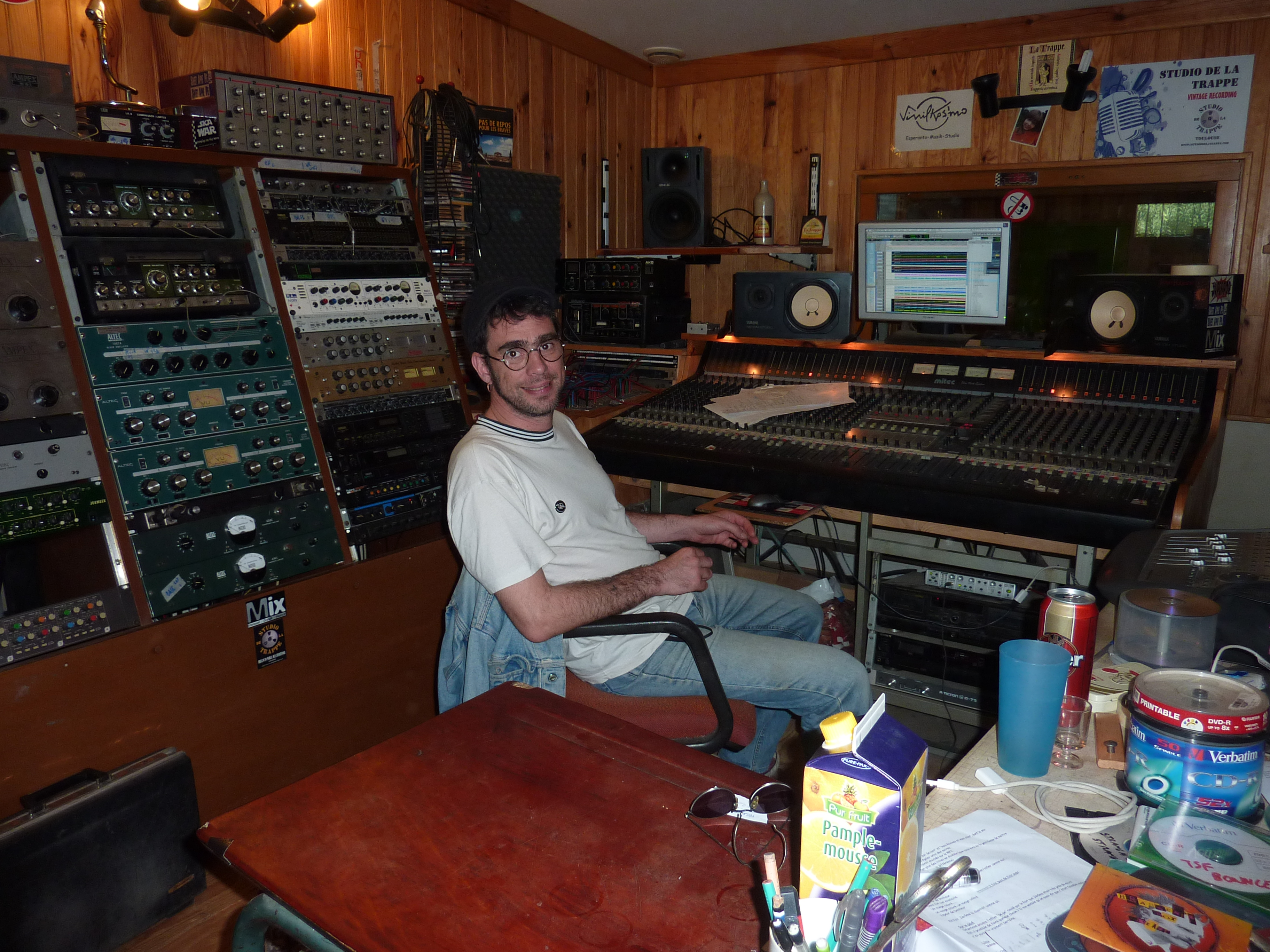
El estudio de Vinilkosmo.

Vinilkosmo es una discográfica independiente situada en Donneville cerca de Toulouse. La peculiaridad de esta discográfica es que produce y distribuye sólo a artistas que cantan en esperanto.

## Historia
Vinilkosmo fue creado en 1990 por Floréal Martorell como parte de la asociación musical del esperanto EUROKKA.
En enero de 1999, Vinilkosmo se vuelve profesional e independiente de EUROKKA. Sin embargo, esto no impide que ambas organizaciones sigan en contacto con sus actividades.
Desde julio de 2009, Vinilkosmo ofrece una plataforma de descargas legales para la mayoría de los álbumes publicados en su sitio web Vinilkosmo-MP3.

## ProyectoKolekto 2000
Vinilkosmo se distinguió en el mundo del esperanto gracias a su proyecto Kolekto 2000 que produjo en su propio estudio de grabación, entre 1998 y 2000, diez álbumes originales de calidad:
1. JoMo kaj Liberecanoj
2. Jacques Yvart kantas Georges Brassens
3. Persone : ...sed estas ne
4. Solotronik : Plimorfia Arkiteknia
5. Merlin : Por La Mondo
6. La Porkoj : Ŝako
7. Kajto : Masko
8. La Kompanoj : Survoje
9. Kore : Kia viv'
10. Dolchamar: Lingvo Intermonda

Desde entonces, debido a sus muchas compilaciones y producciones originales, la compañía se ha convertido en actor importante en la cultura esperantista.

## Artistas
Desde su creación, Vinilkosmo ha producido y/o distribuido discos de los artistas y grupos siguientes:
| - Akordo - Amplifiki - Morice Benin - Mikaelo Bronŝtejn - Cantica - Alberta Casey - Dolchamar - Duoble unu - Esperanto Desperado - Thierry Faverial - Flávio Fonseca - Ralph Glomp - JoMo - Vera Jordan - Ĵomart et Nataŝa - Kaj Tiel Plu - Kajto - Keĉka - La Kompanoj - Kore - Krio de Morto - Ĵak Le Puil | - Tarcísio Lima - Merlin - Meven - La Mevo - Nikolin' - La Pafklik - Marcus Pengel - La Perdita Generacio - Persone - La Porkoj - Miĥail Povorin - Elena Puhova - La Rolls - Rosemary's Babies - Solotronik - Kaj Stridell - Strika Tango - Supernova - Team - Martin Wiese - Jürgen Wulff - Jacques Yvart |